# Ioana Căpraru
Ioana Căpraru (n. 6 septembrie 1952, Cotihana, Cahul) este o interpretă de muzică populară din Republica Moldova, artistă a poporului.

## Biografie
Ioana Căpraru s-a născut la 6 septembrie 1952, în satul Cotihana în raionul Cahul, RSS Moldovenească, Uniunea Sovietică, într-o familie de țărani cu șase copii. Tatăl Ioanei Căpraru cânta la fluier, iar un frate de-al ei la acordeon. Mama ei, de asemenea, cânta adesea pe la petreceri, nunți și cumetrii.
În anul 1975 absolvit Școala de Iluminare Culturală „E. Sîrbu” de la Soroca. Între anii 1978–1982 a studiat la școala medie de muzică „Șt. Neaga”. Iar începând cu anul 1982 și-a continuat studiile la Institutul de Arte „G. Musicescu” din Chișinău.
Ioana Căpraru și-a făcut debutul profesional în anul 1971. A fost solistă a Orchestrei de muzică populară „Miorița” (anii 1971-1972), apoi a orchestrei de muzică populară „Mugurel” (anii 1980-1990) și a orchestrei de muzică populară „Lăutarii” (din anul 1990). A colaborat cu orchestrele „Lăutarii”, „Plai Moldovenesc”, „Fluieraș”, „Mărțișor” , Orchestra Fraților Advahov. Pe parcursul carierei sale artistice a înregistrat la Radio Chișinău mai multe cântece populare.
În 1993 i-a fost conferit titlul de Maestru în Arte.
Pe 28 octombrie 2006, Ioana Căpraru a lansat albumul „De dragul fetelor mele”.
În 2009, Ioana Căpraru a primit distincția Artist al Poporului Republicii Moldova.
În prezent, Ioana Căpraru este solistă a Orchestrei de muzică populară „Plai moldovenesc” a Ministerului Afacerilor Interne, condusă de soțul ei, violonistul și dirijorul Vladimir Serbușcă și concomitent mai activează în orchestra de cântece și dansuri populare "Fluieraș", condusă de maestrul Serghei Ciuhrii. Ioana Căpraru are trei fiice: Viorica, Tudorița și Sofia.

## Discografie
Albume
| Titlu album            | Piese |
| ---------------------- | --- |
| Bună vreme, bun găsit  | 1. Bună vreme, bun găsit 2. Cu drag de sora mai mare 3. Nu-i crede bărbatului 4. Unde joacă om frumos 5. Eu mă duc mândruțo 6. Scripcăraș din viță veche 7. Știu că mă vorbește satul 8. Măi badiță Gheorghieș 9. Mi-a trimis scrisoare mama 10. Hai la joc, haideți cu mine 11. Vorniceii vestea poartă 12. Asta-i viața omului 13. Asta-i hora de la Sud 14. Viața repede mai trece                                                                     |
| De dragul fetelor mele | 1. Mândru bade mi-am ales 2. Mă vorbesc în sat de ciudă 3. Cântecel de altă dată 4. Cu nevasta mea frumoasă 5. Ziceți băieți sârba bine 6. Arzî-i focul măritat 7. Foaie verde trei gheorghine 8. Om frumos la frumos trage 9. Am avut doi megieși 10. Bine-i stă mamei cu prunci 11. Chipul mamei 12. Du-te vreme și te trece 13. Bădița cu oile 14. Am un caieruț în furcă 15. Aoleu m-aș mărita 16. Hai să ridicăm paharul 17. Hai la masa mea străine |

CD-uri
- „De dragul fetelor mele”
- „Bună vreme, bun găsit” (cu orchestra „Lăutarii” și Nicolae Botgros)
- „Sârba ca la nord”
- „Puiul bunicuței, pui”
- „Fraților, rămâneți frați!” (muzică Tatiana Popa, versuri Vasile Romanciuc)